# Parafia św. Wojciecha w Grębowie
Parafia pw. Świętego Wojciecha w Grębowie – parafia rzymskokatolicka znajdująca się w diecezji sandomierskiej w dekanacie Nowa Dęba. 
Parafia erygowana w 1604. Pierwszy drewniany kościół parafialny poświęcony w roku 1634 spłonął w 1770 r. Następny, także drewniany, służył do początku XX w. Obecny kościół parafialny, murowany, zaprojektowany  w stylu neogotyckim zbudował ks. Józef Kasprzycki w latach 1912–1922. Kościół ma trzy nawy, dwa przedsionki i wieżę zakończoną dachem dwuspadowym. Kościół został gruntownie odrestaurowany w latach 1991–1992.
Parafia ma księgi parafialne od roku 1950.

## Proboszczowie
- ks. Tomasz Kołodziej (2008–2025)[1]
- ks. Robert Boś (2025– )[2]